# Cucerirea de către unguri a Bazinului Panonic
Cucerirea de către unguri a Bazinului Panonic, numită și cucerirea maghiară sau descălecatul maghiar (în limba maghiară: honfoglalás) este un termen generic care se referă la o serie de evenimente istorice care s-a încheiat cu așezarea ungurilor în Europa Centrală la sfârșitul secolului al IX-lea și începutul celui de-al X-lea. 
Există mai multe teorii care explică „descălecatul” nomazilor maghiari. Prima teorie susține că maghiarii au plănuit o operațiune militară de cucerire, bazându-se pe informațiile pe care le-ar fi obținut în raidurile anterioare, având ca scop precis cucerirea unui teritoriu care să devină o nouă patrie. Acest punct de vedere (susținut printre alții de Kornél Bakay și Viktor Padányi) acceptă versiunea lui Anonymus și a cronicilor maghiare care i-au urmat.
Un alt punct de vedere diferit este cel care susține că atacurile conjugate ale pecenegilor și bulgarilor i-au forțat pe unguri să traverseze Carpații. Gyula Kristó, Sándor L. Tóth și alții își bazează teoria pe mențiunile din Annales Fuldenses, relatările lui Regino din Prüm și ale împăratului Constantin al VII-lea, care pun migrația târzie a ungurilor din stepele pontice pe seama conflictului cu alianța bulgaro-pecenegă.
O a treia teorie consideră că ungurii au luat în considerație pentru o lungă perioadă de timp mutarea spre vest, în regiunile apărate de bariera naturală a Carpaților, iar decizia lor a fost accelerată de atacul bulgaro-peceneg. András Róna-Tas afirmă că aceasta este o teorie viabilă datorită faptului că, în ciuda unei serii de evenimente potrivnice, ungurii au reușit să reziste atacurilor pecenegilor, ceea ce ar dovedi că erau pregătiți să se mute în Panonia.
Ungurii și-au întărit controlul asupra Bazinului Panonic după înfrângerea armatei bavareze în bătălia de la Pressburg de pe 4 iulie 907. Între 899 și 955, ungurii au lansat o serie de invazii în Europa Apuseană și între 917 și 971 în Imperiul Bizantin. Până în cele din urmă, maghiarii au adoptat un stil de viață sedentar, au fondat un regat și au adoptat creștinismul în jurul anului 1000.

### Sursele scrise

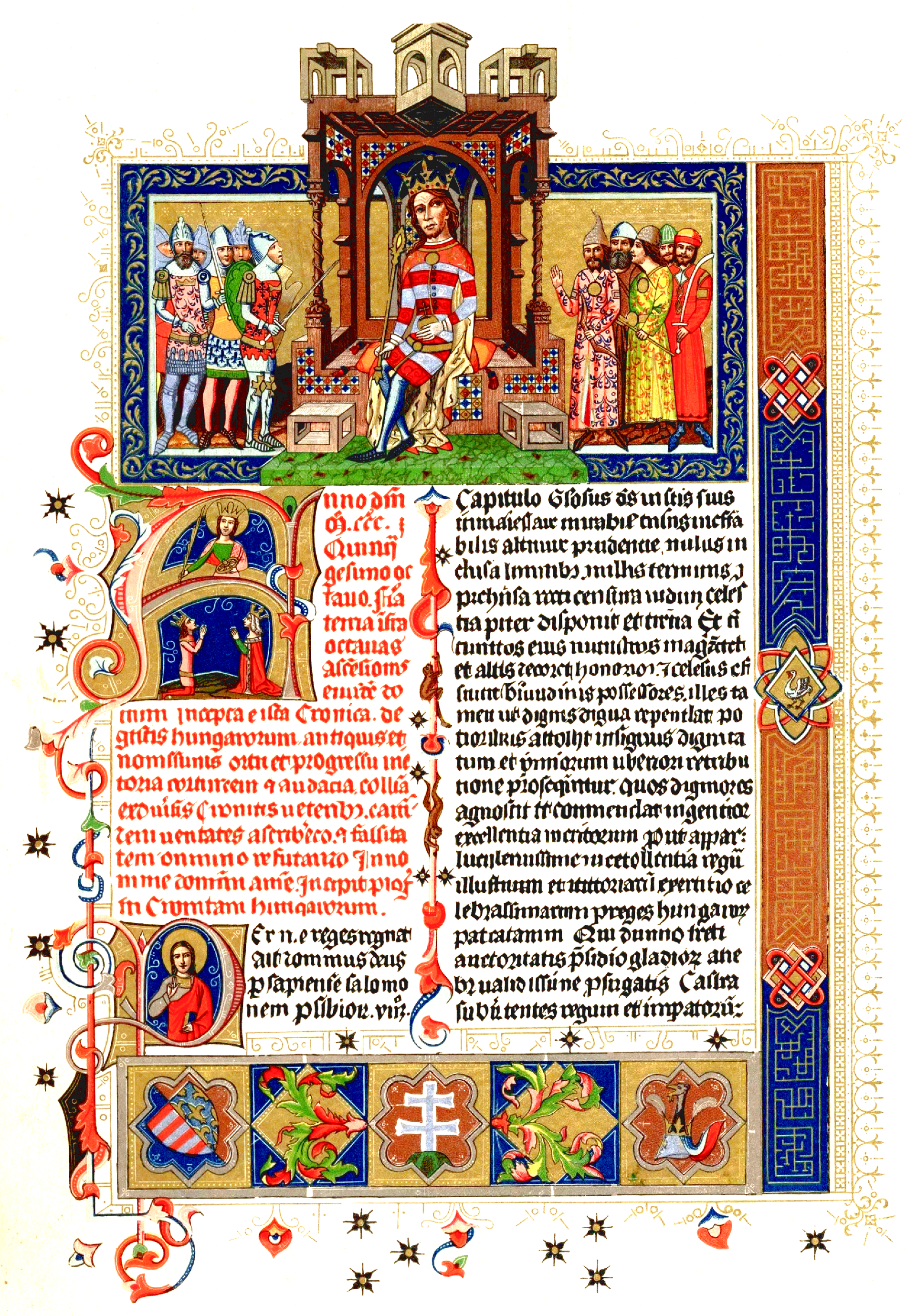
Prima pagină a Cronicii pictate de la Viena

### Sursele arheologice

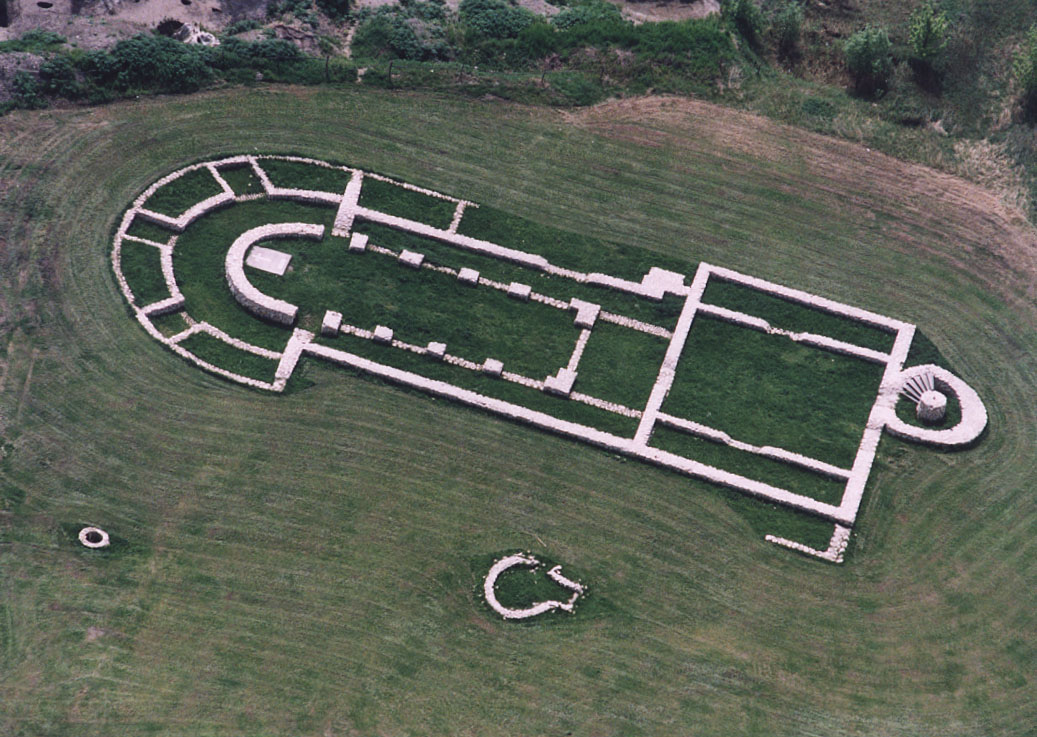
Ruinele bisericii din Zalavár (secolul al IX-lea)

### Mai înainte de cucerirea Bazinului Panonic

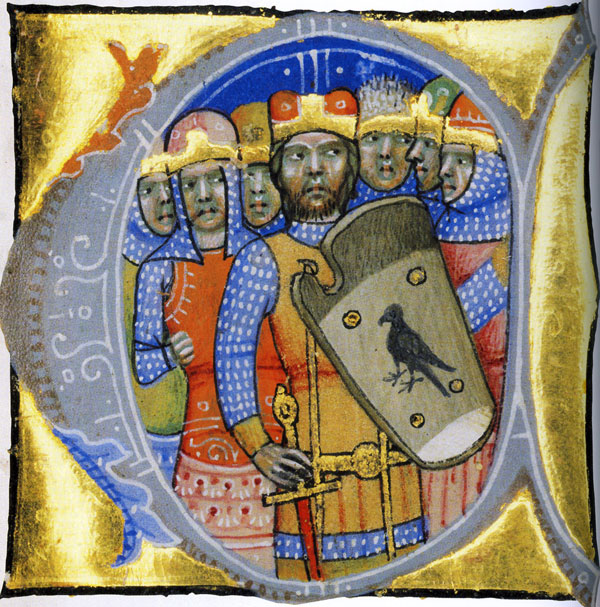
Liderii celor șapte triburi, așa cum apar în Cronica pictată de la Viena

### Bazinul panonic în ajunul cuceririi maghiare

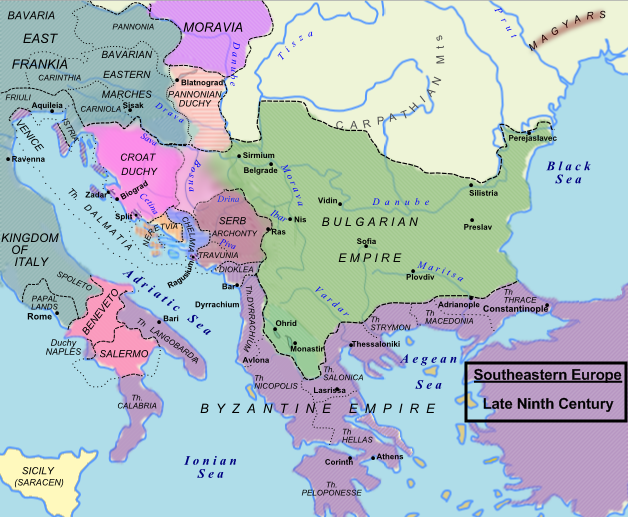
Europa Cerntrală și de Sud-Est în jurul anului 850

### Preludiul (892-c. 895)

Cucerirea maghiară

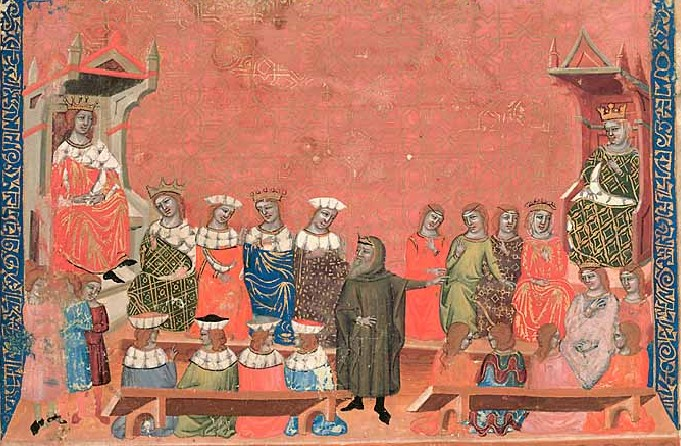
Svatopluk I al Moraviei deghizat în haine de călugăr la curtea lui Arnulf al Franciei Răsăritene

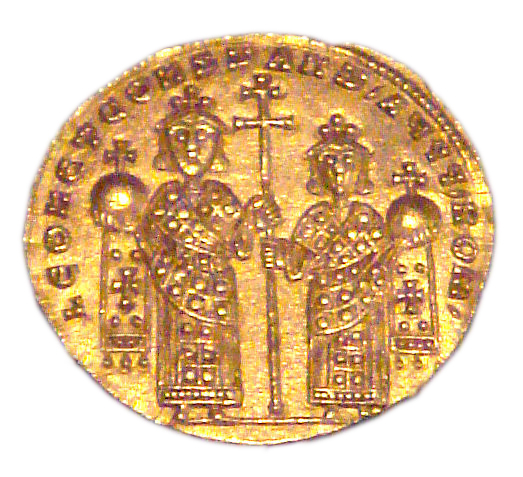
Efigiiile împăraților Leon al V-lea și Constantin al VII-lea pe o monedă bizantină

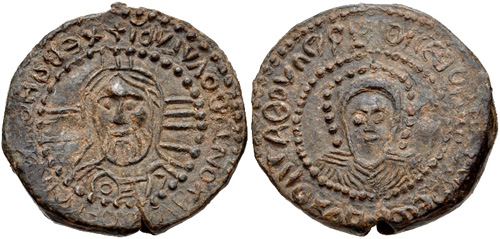
Țarul Simeon I al Bulgariei